# 卡拉馬祖河
卡拉馬祖河（英語：Kalamazoo River）是位於美國密西根州的一條河流。卡拉馬祖河從南北支流的交匯處到密西根湖的河口，全長210公里。如果將南側的支流包含在內，全長286公里，是密西根州第8長的河流。

## 水文

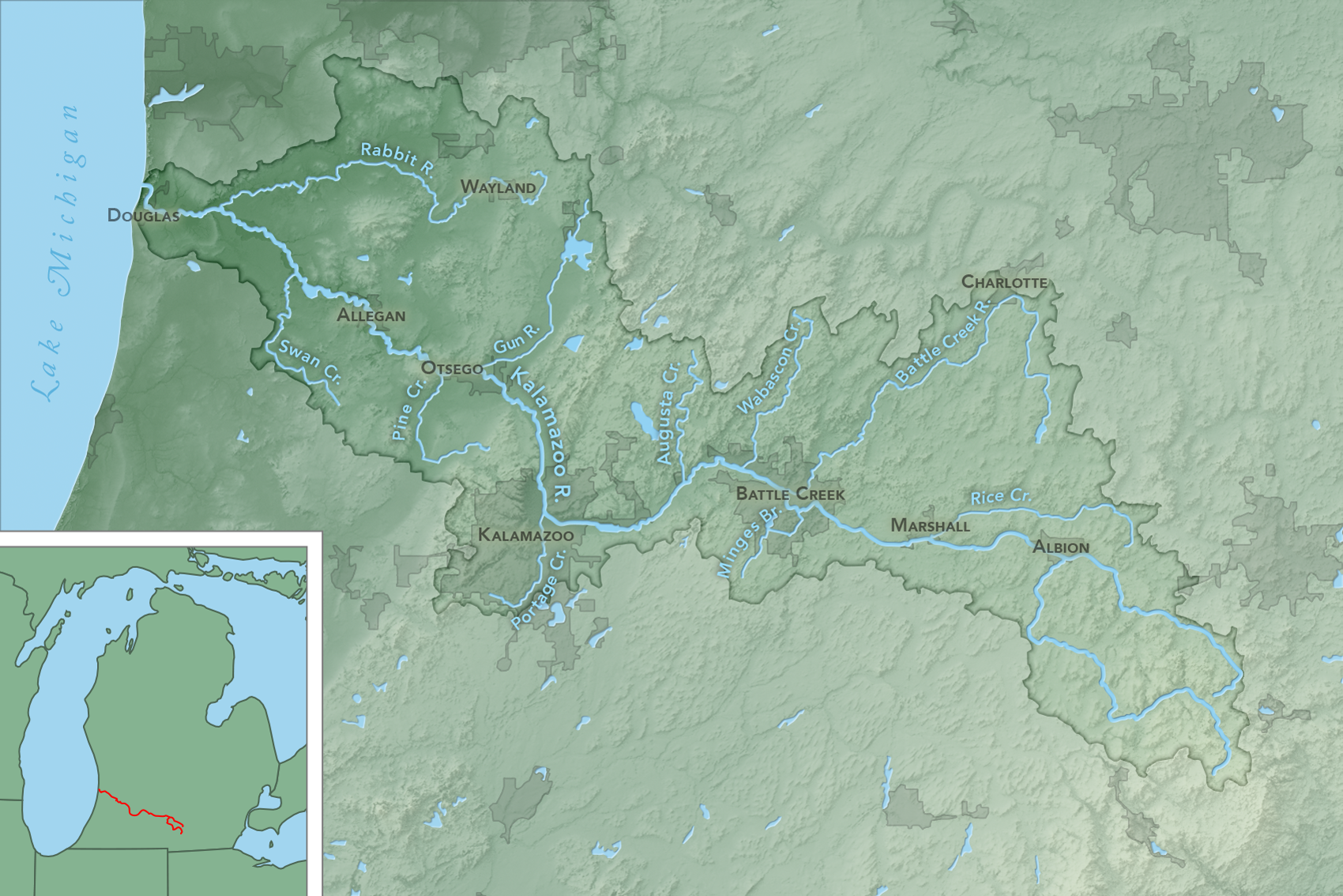
卡拉馬祖河流域圖

卡拉馬祖河的流域面積約為5,230平方（2,020平方英里），涵蓋密西根西南的十個縣，分別是阿勒根縣、巴里縣、伊頓縣、范布倫縣、卡拉馬祖縣、卡爾霍恩縣、傑克遜縣、希爾斯代爾縣、肯特縣和渥太華縣。卡拉馬祖河的南北支流彼此相距了幾公里，南側支流發源於希爾斯代爾縣東北部，流向西北方，而後在阿爾比恩與北支匯合。北側支流則發源自傑克遜縣南部，朝西北方流至卡爾霍恩縣的阿爾比恩。在流入阿爾比恩之後，卡拉馬祖河轉往西方，途經的主要城市有馬歇爾、巴特爾克里克、卡拉馬祖等。在經過卡拉馬祖後，卡拉馬祖河轉往西北流，在流經阿勒根後於道格拉斯匯入密西根湖。
美國地質調查局在卡拉馬祖河共有4個觀測站，分別位於馬歇爾、巴特爾克里克、卡姆斯托克以及新里奇蒙。其中，新里奇蒙觀測站的深度為3.7公尺，是卡拉馬祖河上的最深點。卡拉馬祖河的最大流量為每分鐘78立方公尺，同樣於新里奇蒙觀測站測得。

## 生態

### 植物
卡拉馬祖河的主要植物有蓼屬植物、香蒲、睡蓮等等。美國國家環境保護局將卡拉馬祖河的原生植物群分為以下6大類：
| 名稱                 | 特徵                                                       |
| -------------------- | ---------------------------------------------------------- |
| 乾燥闊葉林           | 以北美黑橡、白蜡树為主，                                   |
| 潮濕闊葉林           | 以山毛櫸、糖楓為主                                         |
| 潮濕低地森林         | 以楊樹、糖槭、梣樹為主。                                   |
| 草原-稀樹草原混合    | 主要是草原，以莎草為主，其他大多是雜草。樹木稀少。         |
| 沼澤和新興水生植物群 | 以莎草、燈心草為主。                                       |
| 水底水生植物群       | 主要位於湖泊和池塘，这些植物群中的植物均低於或與水面等高。 |

卡拉馬祖河流域的主要糧食作物包括玉米、大豆、小麥和燕麥等。主要水果則包括了蘋果、桃子、梨、藍莓和草莓，主要分佈在流域西部。特色農產品包括楓糖漿、蜂蜜、葡萄酒和果汁、花壇植物、苗木和聖誕樹。

### 動物
根據1992年完成的阿勒根州立遊憩區（Allegan State Game Area）物種調查，卡拉馬祖河共有235種鳥類、45種哺乳動物、19種兩棲動物、76種魚類以及23種爬行類，其中包括於20世紀一度瀕臨絕種的黑紋背林鶯。

## 歷史
距今2萬年前，隨著勞倫泰冰蓋的縮小，密西根南部爆發了大洪水，形成了卡拉馬祖河谷。
西密西根大學的人類學家在卡拉馬祖河流域發現了史前文物，證明卡拉馬祖河流域在11,000年以前就已經有人類居住。居住在五大湖地區北部的波多沃米人大約在4000年前向南遷移，最終沿著卡拉馬祖河定居。關於卡拉馬祖這個名字的真正含義仍然尚未被確定，但最常見的說法「沸騰的鍋」、「沸水」、「水沸騰的地方」等等均來自波多沃米人的傳說，其他說法則認為這個名字意為「海市蜃樓」或是「河流的倒影」。最早抵達卡拉馬祖河口的歐洲人可能是傳教士雅克·馬凱特與他的兩位同伴。波多沃米人利用卡拉馬祖河進行運輸，1834年開始，阿勒根和索格塔克 (密歇根州)（Saugatuck）之間開始發展了河運，但自從鐵路在1846年延伸到了卡拉馬祖後，河運便逐漸沒落。

## 水力
1835年，卡拉馬祖河沿岸開始出現水力帶動的工廠。1887年，密西根州的首個水力發電廠於大急流城落成，卡拉馬祖河旁的阿勒根市隨即於1888年跟進，這是卡拉馬祖河上首座水力發電廠。
目前，卡拉馬祖河上共有100餘座水壩，其中13座位於支流上。卡拉馬祖河最大的發電站為阿勒根湖大壩（Lake Allegan），其發電量為2500兆瓦。

## 水壩
以下是卡拉馬祖河的主要水壩。

| 名稱                     | 高度(公尺) | 狀態         | 發電量 (兆瓦) | 完工年代 | 運營商             | 水庫名稱                    | 座標                                          |
| ------------------------ | ---------- | ------------ | ------------- | -------- | ------------------ | --------------------------- | --------------------------------------------- |
| 阿勒根湖（Lake Allegan） | 10.1       | 運作中       | 2.5           | 1930     | Consumers Energy   | 阿勒根湖（Lake Allegan）    | 42°33′49″N 85°57′13″W / 42.56369°N 85.9536°W  |
| 阿勒根市（Allegan City） | 3.7        | 已退役       |               | 1900     | 阿勒根市政府       |                             | 42°31′30″N 85°50′45″W / 42.52493°N 85.84576°W |
| 特羅布里奇（Trowbridge） | 3.4        | 已退役       |               | 1899     | 密西根州自然資源部 |                             | 42°28′58″N 85°47′47″W / 42.4828°N 85.7964°W   |
| 奧齊戈（Otsego）         | 1.5        | 於2018年拆除 |               | 1904     | 密西根州自然資源部 |                             | 42°27′54″N 85°44′59″W / 42.46492°N 85.74965°W |
| 奧齊戈市（Otsego City）  | 2.7        | 已退役       |               | 1886     | 奧齊戈市政府       |                             | 42°27′48″N 85°41′32″W / 42.4632°N 85.6923°W   |
| 普萊恩威爾（Plainwell）  | 2.1        | 於2009年拆除 |               | 1902     | 密西根州自然資源部 |                             | 42°27′23″N 85°40′04″W / 42.4564°N 85.6679°W   |
| 莫羅（Morrow）           | 4.3        | 運作中       | 0.8           | 1941     | STS水力發電        | 莫羅湖（Morrow Lake）       | 42°16′57″N 85°29′30″W / 42.2826°N 85.4918°W   |
| 門羅街（Monroe Street）  | 3.7        | 已退役       |               | 1894     | 巴特爾克里克       | 下米爾湖（Lower Mill Pond） | 42°18′46″N 85°11′07″W / 42.3128°N 85.18531°W  |
| 塞雷斯科（Ceresco）      | 4.6        | 於2013年拆除 |               | 1906     |                    |                             | 42°16′12″N 85°03′39″W / 42.27001°N 85.06081°W |
| 馬歇爾（Marshall）       | 4.3        | 運作中       | 0.319         | 1890     | 馬歇爾             |                             | 42°15′46″N 84°57′15″W / 42.26269°N 84.95421°W |
| 阿爾比恩（Albion）       | 2.1        | 已退役       |               | 1856     | 阿爾比恩           |                             | 42°14′21″N 84°44′58″W / 42.23911°N 84.7494°W  |
| 康科德（Concord）        | 2.7        | 重建中       |               | 1830     |                    |                             | 42°10′49″N 84°38′47″W / 42.18038°N 84.64627°W |

| 使用下方服务在地图上显示本章节的坐标： OpenStreetMap                   |
| 下载坐标为： - KML - GPX（所有坐标） - GPX（主坐标） - GPX（辅助坐标） |

## 汙染

### 多氯聯苯
從1950年代末到1970年代初，回收無碳複寫紙的造紙廠長期將多氯聯苯排放到卡拉馬祖河中，污染了卡拉馬祖河從莫羅大壩（Morrow Dam）向下游延伸約130公里的水域和洪氾區土壤。整個地區的沉積物、地表水和魚類中的多氯聯苯濃度高達150ppm，超過了已知會傷害禿鷹和各種鳥類、底棲無脊椎動物、魚類和水貂繁殖和生長的限度。
美國國家環境保護局目前正在對從卡拉馬祖延伸到索格塔克附近的卡拉馬祖河超級基金場地進行為期五年的審查。密西根州政府對於當地的消費建議提到了不要食用河裡的貝類以及魚類，河岸也架設了警告釣魚者不要食用所捕獲的魚類的警示牌。

### 漏油事件

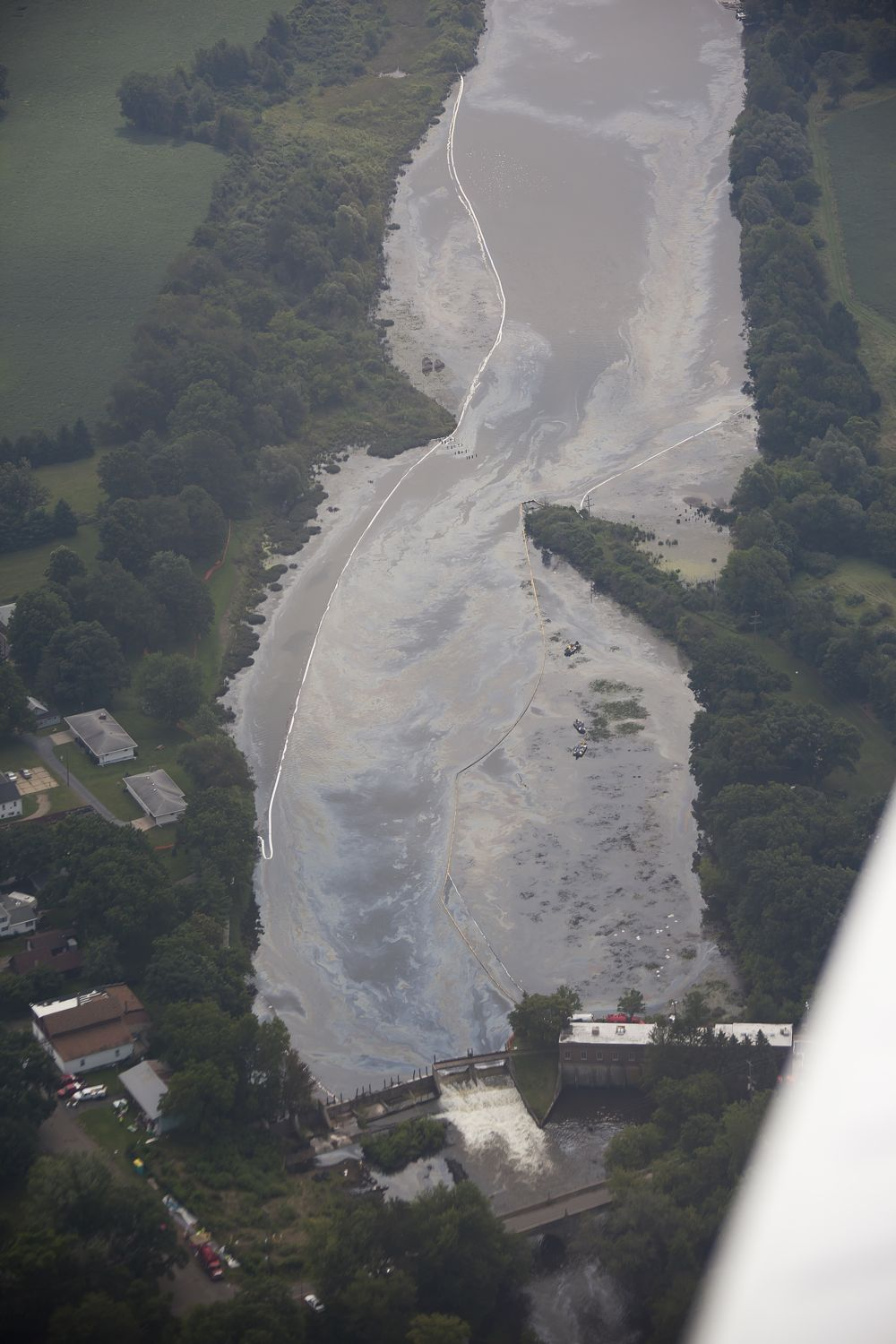
塞雷斯科大壩附近的油漬

2010年7月25日美東時間下午5點58分，Enbridge公司位於馬歇爾泵站下游1公里的油管破裂，導致來自加拿大亞伯達省和薩克其萬省的稀釋瀝青洩漏到卡拉馬祖河的支流塔爾馬奇溪（Talmadge Creek），而後流入卡拉馬祖河。美國國家環境保護局事後估計洩漏量超過1 × 106美制加侖（3,800立方）。這是美國史上第二大的漏油事件，僅次於1991年明尼蘇達州的3號線漏油事故。
7月29日，事件發生四天後，卡爾霍恩縣衛生局要求30至50戶家庭撤離。本次事故使至少61公里的河道受到石油汙染，其中3公里位於塔爾馬奇溪，另外的58公里則位於卡拉馬祖河。
漏出的油被控制在卡拉馬祖河40公里處，數百名工人參與了清理工作。美國國家環境保護局在該地區的主任Susan Hedman估計，從河流中清除大部分石油需要數周時間，從河漫灘以及洩漏源頭的沼澤中清除石油則需要幾個月的時間。然而一年後，58公里長的河道仍然封閉。最初估計的清汙成本約為500萬美元，但到了2012年夏季，清理費用已高達7.65億美元，2014年11月，總額更攀升至12.1億美元，估計有2.19億美元的費用尚未支付。美國國家運輸安全委員會表示，這是美國歷史上成本最高的陸上清理工作。河道的清理工作共耗費五年時間，且約有一百五十個家庭被迫永久搬遷。
現在，石油的清汙工程已經完成。即使仍然有一些殘餘的石油存在，但大多已沉入水底，對生物沒有影響。

### 汙泥
2019年10月，莫羅大壩的運營商鷹溪再生能源（Eagle Creek Reusable Energy）意外打開了閘門，使大壩內的水被排乾，導致約28萬立方公尺，淤積數十年的沉積物流入了下游。汙泥破壞了魚類數公里的棲息地，河道的某些區段的淤泥厚度甚至高達3公尺。根據當地垂釣者的說法，從河裡捕獲的魚已經大幅減少。。
2022年3月，密西根州政府對鷹溪提出了訴訟。

## 外部連結
- 卡拉馬祖河流域委員會 （页面存档备份，存于）
- 美國地質調查局流量數據 （页面存档备份，存于）
- 卡拉馬組合超級基金網站
- 密西根州環境質量局